# Lispe fuscipes
Lispe fuscipes är en tvåvingeart som först beskrevs av Ringdahl 1930.  Lispe fuscipes ingår i släktet Lispe och familjen husflugor.
Artens utbredningsområde är Island. Inga underarter finns listade i Catalogue of Life.